# 坊ちゃん5
坊ちゃん5（ぼっちゃんファイブ）は、2005年に東西、一門、所属事務所の枠を超えた、若手二世落語家による噺家ユニット。放送作家の植竹公和がプロデュースしている。
テレビなどでは坊ちゃん5として見ることは滅多にないが、舞台に関しては定期的に『東西二世五人会』を開催していた。
指南役は春風亭小朝。結成のきっかけは2005年7月17日にギンザ コマツ アミュゼホールで行なわれた、『大銀座落語祭 サラブレッド10人会』。
ユニット名の正式な表記は坊ちゃん5だが、一般のインタビュー記事、春蝶や王楽のブログなどでは「ぼっちゃん5」と平仮名表記される事が多い。

## メンバー

### 江戸落語家
- 2代目林家三平：（落語協会、真打、旧芸名・林家いっ平）

父は初代林家三平、祖父は7代目林家正蔵。
兄は9代目林家正蔵。甥は林家たま平（兄・正蔵の長男)、林家ぽん平（兄・正蔵の次男）。
師匠は林家こん平、1989年入門。2002年9月、真打昇進。2009年3月、父の名跡・三平を二代目として襲名
- 2代目林家木久蔵：（落語協会、真打、旧芸名・林家きくお）

父は林家木久扇。師匠も同じ、1995年入門。2007年9月、真打昇進と同時に父から名跡を譲られ父の名跡・木久蔵を襲名。
- 7代目三遊亭円楽：（円楽一門会、真打、旧芸名・三遊亭王楽）

父は三遊亭好楽。師匠は5代目三遊亭圓楽で父好楽は兄弟子にあたる（王楽は5代目圓楽の直弟子だが、好楽は元々は木久扇の師匠で指南役の小朝の大師匠である林家彦六の弟子であり、5代目圓楽の直弟子ではない）。
2001年入門。オフィスまめかな所属。2009年10月、真打昇進。2025年2月、7代目三遊亭円楽襲名。

### 上方落語家
- 3代目桂春蝶：（上方落語協会、旧芸名・桂春菜）

父は2代目桂春蝶。師匠は3代目桂春団治、1994年入門。2009年8月30日、父の名跡・春蝶襲名。
- 月亭八光：（上方落語協会）

父は月亭八方。師匠も同じ、1996年入門。吉本興業所属。

### その他
7代目円楽と3代目春蝶はいずれも父の弟弟子、2代目木久蔵と八光の師匠は実の父、2代目三平は師匠が父の惣領弟子という関係に当たる。
指南役の小朝から見ると、2代目三平は小朝の元妻の泰葉の弟、2代目木久蔵の父親の林家木久扇と7代目円楽の父親の三遊亭好楽は小朝の師匠である5代目春風亭柳朝の弟弟子である。7代目円楽は好楽とは師弟関係ではなく、好楽の移籍先の5代目圓楽一門での兄弟弟子の関係なので、7代目円楽と小朝には彦六一門での系統繋がりは無いが、木久扇と2代目木久蔵は師弟関係なので、2代目木久蔵は小朝の従兄弟弟子になる。

## テレビ
- 新感覚伝統芸能バラエティー RAKU-GO!（NHK総合テレビジョン、2006年4月8日24時15分 - 24時45分）
- 金曜バラエティー・スタジオパークからこんにちは「新春!立体落語に挑戦!!」（NHK総合テレビジョン、2006年1月6日、12時20分～14時）
- 落語のぼん～東西二世五人会～（関西テレビ☆京都チャンネル、2007年1月4日他）

## 東西二世五人会、他関連落語会
- 「東西二世五人会」（2005年11月1日、18時、ワッハホール）
- 「東西二世五人会～坊ちゃん5の落語会～」（2006年3月12日、14時、そごう劇場）
- 「ボッチャンファイブ外伝～いっ平・春菜・二人会～」（2006年6月28日、19時、B1角座）
- 「大銀座落語祭2006・坊ちゃん5の落語会」（2006年7月17日、18時、Ginza Jujiya）
- 「躍金楼落語会」（2006年11月17日、18日、躍金楼）※三遊亭王楽、桂春菜のみ
- 「ぱすとらーる 鴨居寄席」（2006年11月18日、ホテルパストラール鴨居）※三遊亭王楽、桂春菜のみ
- 「群馬館林市 春菜・王楽二人会」（2006年11月18日、13時、三の丸芸術ホール）※三遊亭王楽、桂春菜のみ
- 「東西二世五人会～坊ちゃん5の落語会～」（2006年11月21日、夜席、天満天神繁昌亭）
- 「新春寄席　ぼっちゃん5　with　桂春団治」（2007年1月13日、13時、大阪府民共済ビル）
- 落語ディナーショー『東西二世五人会～坊ちゃん5の落語会～』（2007年3月17日、17時（ショー自体は19時）ホテルグランヴィア和歌山）
- 「襲名目前!春菜・きくお最初で最後の二人会」坊ちゃん5外伝第2弾（4月23日、道頓堀B1角座）
- 「春菜・きくお二人会」（5月10日、文化放送メディアプラスホール）
- 「ワシントン寄席 東西二世三人会 ～坊ちゃんファイブ外伝 八光・きくお・春菜の落語会～」（8月20日、鳥取ワシントンホテルプラザ）
- 「坊ちゃん5の落語会 オークラの東西二世五人会」（8月22日、オークラアクトシティホテル浜松）
- 「東西二世三人会～林家いっ平・月亭八光・桂春菜の落語会～」（8月29日、徳島ワシントンホテルプラザ）

## 備考
- 坊ちゃん5のメンバーは原則として2世であると定義されているが、三平に関しては祖父の7代目正蔵から数えると3世になる。
- 王楽の真打昇格に伴って、江戸落語メンバーが全て真打となった（上方は真打制度が存在しないが、春蝶、八光共に入門15年経過しているので真打相当である）。